# Tajemnica gwiazdkowego puddingu (opowiadanie)
Tajemnica gwiazdkowego puddingu (ang. The Adventure of the Christmas Pudding) – opowiadanie detektywistyczne autorstwa Agathy Christie, wydane po raz pierwszy w 1960 roku w zbiorze pod tym samym tytułem. Głównym bohaterem jest belgijski detektyw Herkules Poirot, któremu przychodzi rozwiązać zagadkę kradzieży cennego rubinu. Większość akcji opowiadania przebiega w scenerii wiejskiej rezydencji w okresie Bożego Narodzenia, a autorka opisuje angielskie zwyczaje związane z tym świętem, m.in. przygotowywanie specjalnego puddingu.
Wcześniejsza, krótsza wersja Tajemnicy gwiazdkowego puddingu ukazała się w magazynie "The Sketch" 13 grudnia 1923 roku. Była następnie przedrukowana w zbiorach Problem at Pollensa Bay and Christmas Adventure (Todd, 1943) oraz Poirot Knows the Murderer (Polybooks, 1946).
Tajemnica gwiazdkowego puddingu została zekranizowana pod tytułem The Theft of the Royal Ruby w serialu Poirot z Davidem Suchetem w roli belgijskiego detektywa. Odcinek miał premierę 24 lutego 1991 roku.

## Fabuła
Słynny detektyw Herkules Poirot zostaje poproszony o pomoc w dość delikatnej sprawie – ma odnaleźć rubin o ogromnej wartości, skradziony przez młodą damę pewnemu wschodnioeuropejskiemu księciu. Książę niedługo ma się żenić, zatem sprawa jego przyjaźni z ową damą musi pozostać w ścisłej tajemnicy; powiadomienie policji nie wchodzi w grę, a klejnot trzeba koniecznie odzyskać – ma być prezentem dla narzeczonej księcia. Trop prowadzi do wiejskiej rezydencji Kings Lacey, do której Poirot zostaje zaproszony na tradycyjne angielskie Boże Narodzenie.
W posiadłości pułkownika Laceya i jego żony przebywa kilkoro osób: wnuczka państwa domu Sarah, nastoletni wnuk Colin, jego szkolny przyjaciel Michael, będąca w wieku Colina i Michaela kuzynka Bridget, młoda kuzynka pani domu Diana, przyjaciel rodziny David Welwyn oraz dobry znajomy Sarah, Desmond Lee-Wortley. Pułkownikowstwo, zaniepokojeni bliskim związkiem między tym ostatnim a ich wnuczką, mają nadzieję, że rodzinna atmosfera świąt pozwoli Sarah dostrzec, jak bardzo Desmond do niej nie pasuje. Lee-Wortley przybywa wraz z siostrą, z powodu rekonwalescencji po przebytej chorobie niemal niewychodzącą ze swego pokoju.
Najmłodsi goście: Colin, Michael i Bridget, podekscytowani przybyciem słynnego detektywa, postanawiają upozorować morderstwo – ofiarą ma być Bridget. Plan ma być wcielony w życie w drugi dzień świąt (w Anglii zwany Boxing Day) – pułkownik byłby bardzo niezadowolony, gdyby podobny dowcip zakłócił atmosferę samego Bożego Narodzenia. W wigilijny wieczór, po ubraniu choinki, całe towarzystwo rozchodzi się do swoich pokoi, a Poirot znajduje kartkę z wiadomością, w której "życzliwy" ostrzega go przed zjedzeniem gwiazdkowego puddingu.
Następnego dnia bożonarodzeniowy obiad kończy ceremonialne podanie puddingu. Niemal każdy znajduje w swojej porcji jakiś drobny przedmiot, będący wróżbą na przyszły rok. Jedynie pułkownik nie bardzo rozumie symbolikę czerwonego kawałka szkła, który mu się trafił. Szkiełko zabiera Poirot. Detektyw idzie do kuchni skomplementować kucharkę i dowiaduje się, że bożonarodzeniowy pudding uległ zniszczeniu, a podany dziś był przeznaczony na Nowy Rok.
Nocnego snu Poirota nic nie jest w stanie zakłócić, nawet wizyta kogoś przeszukującego jego pokój – wieczorem wypił kawę ze środkiem nasennym. Rankiem dzieci wcielają w życie swój plan – chłopcy alarmują Poirota, że znaleźli na dworze leżącą bez życia w śniegu Bridget. Poirot podchodzi do "zwłok" i stwierdza, że dziewczynka naprawdę nie żyje. Sarah i Lee-Wortley dołączają do towarzystwa na dworze. Detektyw prosi młodego człowieka o zbadanie pulsu Bridget; ten stwierdza jego brak. Poirot zwraca też uwagę, że dziewczynka trzyma w ręku czerwone szkiełko z gwiazdkowego puddingu i sugeruje, że Lee-Wortley ma z tą sprawą coś wspólnego. Osłupiały młody człowiek zaprzecza tym insynuacjom, zabiera szkiełko i idzie do domu zadzwonić na policję. Ponieważ telefon milczy, wyrusza na posterunek samochodem.
Poirot gromadzi pozostałych i wyjaśnia całą sprawę. Lee-Wortley to szantażysta i osobnik w ogóle podejrzany, a dziewczyna podająca się za jego siostrę była tą, która ukradła księciu rubin. W pokoju pojawia się Bridget: dziewczynka – na prośbę detektywa, który podsłuchał plany dzieci – założyła opaskę uciskową i cały czas udawała martwą. Rubin, który trzymała w ręku i który zabrał Lee-Wortley, był fałszywy – Poirot przywiózł go ze sobą; prawdziwy jest ten znaleziony w puddingu. Ukryła go tam parka złodziei, wystraszonych przyjazdem detektywa – sądzili, że deser będzie podany dopiero w Nowy Rok. Detektyw jest bardzo ciekaw reakcji Lee-Wortleya, gdy ten będzie chciał sprzedać fałszywy klejnot.
Na koniec wyjaśnia się też zagadka anonimowej kartki – to pokojówka, podsłuchawszy fragment rozmowy między Lee-Wortleyem i jego "siostrą" sądziła, że chcą oni otruć Poirota.
Opowiadanie to należy odróżnić od innej przygody belgijskiego detektywa w wigilijnej scenerii : Boże Narodzenie Herkulesa Poirot.